# Düderode
Düderode ist ein Ortsteil der Gemeinde Kalefeld im Landkreis Northeim, Niedersachsen in direkter Nachbarschaft zu Oldenrode.

## Geografie
Das Dorf liegt am Westrand des Harzes östlich von Kalefeld direkt an der A 7.

## Geschichte
Düderode findet erste urkundliche Erwähnung in der Stiftungsurkunde des Petersstifts zu Nörten im Jahre 1055.
Düderode wurde am 1. März 1974 in die Gemeinde Kalefeld eingegliedert.

## Politik

### Ortsrat
Der Ortsrat, der gemeinsam Düderode und Oldenrode vertritt, umfasst neun Mitglieder. Bei der Kommunalwahl 2021 ergab sich folgende Sitzverteilung:
- Wgem. Düderode/Oldenrode (WGDO): 5 Sitze

### Ortsbürgermeister
Ortsbürgermeister ist Axel Schlesiger  

### Wappen
Auf dem Schild in Silber stehen drei grüne Tannen auf drei grünen Bergen, auf den Bergen ein goldener Pflug. Das Schildhaupt ist rechts rot mit schwarzen Schlägel und Eisen (Bergbausymbol) und zeigt links ein goldenes Wasserrad auf blauem Grund.
Bäume und Berge symbolisieren das bewaldete Hügelland um Düderode, der Pflug die Landwirtschaft. Die Schlägel gehen auf das Bergwerk im 14. Jahrhundert sowie den Tage- und Untertagebau von Braunkohle hier im 20. Jahrhundert zurück. Das Wasserrad erinnert an die Mühlen, die hier früher betrieben wurden.

## Kultur und Sehenswürdigkeiten
- Die St. Petri-Kirche entstammt in ihren ältesten Teilen aus der romanischen Bauepoche und wurde bis 1578 zu ihrer heutigen Größe erweitert.
- Der André-Windrich-Sportpark, gepflegte Sportstätte von Düderode, ist das sportliche Zentrum des Ortes.[3][4]

## Persönlichkeiten
- Christoph Brandt (1922–2012), Präses der Kapkirche